# Prima Categoria Calabria 1963-1964
Il campionato di calcio di Prima Categoria 1963-1964 è stato il V livello del campionato italiano. A carattere regionale, fu il quinto campionato dilettantistico con questo nome dopo la riforma voluta da Zauli del 1958.
Questi sono i gironi organizzati della regione Calabria.

## Girone A

### Squadre partecipanti
| Squadra             | Città (provincia)          | Stagione precedente |
| ------------------- | -------------------------- | ------------------- |
| U.S. Borgia         | Borgia (CZ)                |                     |
| U.S. Castrovillari  | Castrovillari (CS)         |                     |
| A.S. Cremisa        | Cirò Marina (CZ)           |                     |
| A.C. Emilio Morrone | Cosenza                    |                     |
| O.F.A.M. Crotone    | Crotone (CZ)               |                     |
| Olimpia Sala        | Catanzaro (Quart. Sala)    |                     |
| U.S. Praia          | Praia a Mare (CS)          |                     |
| Pro Crotone         | Crotone (CZ)               |                     |
| Romita              | Catanzaro                  |                     |
| Pol. Rossanese      | Rossano (CS)               |                     |
| S.S. La Silana      | San Giovanni in Fiore (CS) |                     |
| S.S. Trebisacce     | Trebisacce (CS)            |                     |

### Classifica
|  | Pos. | Squadra          | Pt | G  | V  | N | P  | GF | GS | DR  |
|  | ---- | ---------------- | -- | -- | -- | - | -- | -- | -- | --- |
|  | 1.   | Morrone Cosenza  | 34 | 22 | 15 | 4 | 3  | 55 | 9  | +46 |
|  | 1.   | Castrovillari    | 34 | 22 | 15 | 4 | 3  | 65 | 12 | +53 |
|  | 1.   | Trebisacce       | 34 | 22 | 15 | 4 | 3  | 49 | 17 | +32 |
|  | 4.   | Borgia           | 24 | 21 | 10 | 4 | 7  | 45 | 31 | +14 |
|  | 4.   | Cremissa         | 24 | 21 | 10 | 4 | 7  | 27 | 24 | +3  |
|  | 6.   | Rossanese (-1)   | 20 | 21 | 9  | 3 | 9  | 36 | 32 | +4  |
|  | 6.   | Pro Crotone      | 20 | 21 | 8  | 4 | 9  | 26 | 28 | -2  |
|  | 8.   | Praia            | 19 | 21 | 8  | 3 | 10 | 33 | 47 | -14 |
|  | 9.   | O.F.A.M. Crotone | 18 | 22 | 6  | 6 | 11 | 28 | 35 | -7  |
|  | 10.  | Silana           | 11 | 19 | 4  | 3 | 11 | 17 | 51 | -34 |
|  | 11.  | Romita           | 11 | 22 | 3  | 5 | 14 | 22 | 56 | -34 |
|  | 12.  | Olimpia Sala     | 6  | 22 | 1  | 4 | 17 | 10 | 61 | -51 |

Legenda:
      Ammesso agli spareggi promozione.
      Retrocesso in Seconda Categoria.
  Retrocesso e in seguito riammesso.
Regolamento:
Due punti a vittoria, uno a pareggio, zero a sconfitta.
Pari merito in caso di pari punti.
Note:
Rossanese ha scontato 1 punto di penalizzazione in classifica per una rinuncia.
Classifica incompleta, fonte Gazzetta del Sud del 27/4/1964.

### Spareggio per il 1º posto
|                 | Risultato |            | Luogo e data  |
| --------------- | --------- | ---------- | ------------- |
| Morrone Cosenza | ? - ?     | Trebisacce | ??, ???? 1964 |
|                 |           |            |               |

## Girone B

### Squadre partecipanti
| Squadra                 | Città (provincia)                       | Stagione precedente |
| ----------------------- | --------------------------------------- | ------------------- |
| A.S. Catona             | Reggio Calabria (Quart. Catona)         |                     |
| A.S. Cittanovese        | Cittanova (RC)                          |                     |
| U.S. Gioiese            | Gioia Tauro (RC)                        |                     |
| Juve Chiaravalle        | Chiaravalle Centrale (CZ)               |                     |
| A.S. Libertas Rosarno   | Rosarno (RC)                            |                     |
| Oratorio Salesiano Vibo | Vibo Valentia (CZ)                      |                     |
| U.S. Palmese            | Palmi (RC)                              |                     |
| U.S. Polistena          | Polistena (RC)                          |                     |
| U.S. Pro Pellaro        | Reggio Calabria (Quart. Pellaro)        |                     |
| A.S. Santa Caterina     | Reggio Calabria (Quart. Santa Caterina) |                     |
| A.C. Taurianovese       | Taurianova (RC)                         |                     |
| U.S. Villese            | Villa San Giovanni (RC)                 |                     |

### Classifica
|  | Pos. | Squadra                 | Pt       | G  | V  | N | P  | GF | GS | DR  |
|  | ---- | ----------------------- | -------- | -- | -- | - | -- | -- | -- | --- |
|  | 1.   | Pro Pellaro             | 32       | 20 | 13 | 6 | 1  | 37 | 11 | +26 |
|  | 2.   | Polistena               | 31       | 20 | 14 | 3 | 3  | 43 | 16 | +27 |
|  | 2.   | Palmese                 | 31       | 20 | 15 | 1 | 4  | 41 | 15 | +26 |
|  | 4.   | Villese                 | 30       | 20 | 12 | 6 | 2  | 41 | 15 | +26 |
|  | 5.   | Santa Caterina          | 19       | 20 | 6  | 7 | 7  | 19 | 15 | +4  |
|  | 6.   | Catona                  | 18       | 20 | 6  | 6 | 8  | 21 | 25 | -4  |
|  | 7.   | Taurianovese (-1)       | 14       | 20 | 5  | 5 | 10 | 30 | 32 | -2  |
|  | 7.   | Gioiese                 | 14       | 20 | 4  | 6 | 10 | 22 | 36 | -14 |
|  | 9.   | Cittanovese             | 13       | 20 | 4  | 5 | 11 | 15 | 30 | -15 |
|  | 10.  | Oratorio Salesiano Vibo | 9        | 20 | 2  | 5 | 13 | 13 | 30 | -17 |
|  | 11.  | Libertas Rosarno (-1)   | 7        | 20 | 3  | 2 | 15 | 14 | 27 | -13 |
|  | --   | Juve Chiaravalle        | Ritirato |    |    |   |    |    |    |     |

Legenda:
      Ammesso agli spareggi promozione.
      Retrocesso in Seconda Categoria.
  Retrocesso e in seguito riammesso.
Regolamento:
Due punti a vittoria, uno a pareggio, zero a sconfitta.
Pari merito in caso di pari punti.
Note:
Taurianovese e Libertas Rosarno hanno scontato 1 punto di penalizzazione in classifica per una rinuncia.

## Spareggi promozione
|                 | Risultato |                 | Luogo e data                |
| --------------- | --------- | --------------- | --------------------------- |
| Morrone Cosenza | 1 - 0     | Pro Pellaro     | Cosenza, ?? ?? 1964         |
|                 |           |                 |                             |
| Pro Pellaro     | 2 - 1     | Morrone Cosenza | Reggio Calabria, ?? ?? 1964 |
|                 |           |                 |                             |

### Ripetizione
|             | Risultato |                 | Luogo e data        |
| ----------- | --------- | --------------- | ------------------- |
| Pro Pellaro | 0 - 2     | Morrone Cosenza | Crotone, ?? ?? 1964 |
|             |           |                 |                     |

### Libri
- Annuario F.I.G.C. 1963-1964, Roma (1964) conservato presso tutti i Comitati Regionali F.I.G.C.-L.N.D., la Lega Nazionale Professionisti e la Biblioteca Nazionale Centrale di Firenze.

### Giornali
- Archivio della Gazzetta dello Sport, anni 1963-1964, consultabile presso le Biblioteche:
  - Biblioteca Nazionale Braidense di Milano;
  - Biblioteca Nazionale Centrale di Firenze;
  - Biblioteca Nazionale Centrale di Roma;
  - Biblioteca Civica Berio di Genova;
  - e presso Emeroteca del C.O.N.I. di Roma (non è online ma è da consultare in sede).